# Castelo (náutica)
Castelo, também conhecido por Castelo de proa, é uma superestrutura na parte extrema da proa, acompanhada de elevação da borda. Em pequenas embarcações de madeira, o castelo pode ainda ser o tabuado na proa, que é cavilhado aos dormentes, ficando no mesmo nível das bancadas.